# 名古屋市立神の倉中学校
名古屋市立神の倉中学校（なごやしりつかみのくらちゅうがっこう）は、愛知県名古屋市緑区白土にある公立中学校。隣の名古屋市立扇台中学校の生徒数が大きく増えたため新設された。

## 概要
本校には名古屋市立神の倉小学校・名古屋市立熊の前小学校の生徒が進学する（私立中学校進学者は除く）。
2008年度から生徒数が増加し、2024年11月現在、1年生は7クラス、2,3年生は各6クラスずつとなっている。

## 部活動
2010年度にハンドメイド部、美術部が新設された。

### 運動部
- サッカー部
- 陸上部
- ソフトテニス部（女子のみ）
- ハンドボール部
- バスケットボール部

### 文化部
- 吹奏楽部
- ハンドメイド部
- 美術部
- 合唱部

## 現在の問題点
開校から5年と経たぬうちに生徒数増加に伴う教室不足が発生している。

## 生徒数の変遷
『愛知県小中学校誌』（2018年）によると、生徒数の変遷は以下の通りである。
| 2004年（平成16年） | 176人 |  |
| 2007年（平成19年） | 331人 |  |
| 2017年（平成29年） | 883人 |  |

## 著名な卒業生
・中倉啓敦（陸上選手、箱根駅伝10区区間記録保持者）

### WEB
1. 1 2  “緑区制50周年記念誌「緑区誌」 / 第4部 学区・学校のあらまし / 第2章 学校の紹介” (PDF).   名古屋市. 2015年5月9日閲覧。

### 文献
1. ↑  六三制教育七十周年記念 愛知県小中学校誌 合同記念誌編集特別委員会 2018, p. 279.